# Apistogramma erythrura
Apistogramma erythrura ist eine kleine Buntbarschart aus Südamerika im Einzugsgebiet des unteren Río Mamoré in der Provinz Beni in Bolivien. Der Art-Zusatz erythrura (von griechisch erythro ‚rot‘, und ura ‚Schwanz‘) verweist auf den roten Schwanz ausgewachsener Männchen.

## Merkmale
Apistogramma erythrura ist relativ hochrückig und zeigt einen starken Sexualdimorphismus. Weibchen sind beigefarben mit einem grauen Rücken, grauen Rücken-, After- und Bauchflossen, einer transparenten Schwanzflosse und einem auffälligen dunklen Längsband. Während der Brutpflege sind sie zitronengelb, zeigen einen schwarzen Fleck am Rand des Präoperculums und das schwarze Längsband ist zu einem Fleck reduziert. Männchen treten in zwei Farbmorphen auf, eine mit hellblauer und eine mit gelber Grundfärbung. Beide zeigen ein scharf begrenztes seitliches Längsband, das sich nach hinten verbreitert und sich ohne einen Schwanzwurzelfleck zu bilden bis in die Schwanzflosse erstreckt. Die Schwanzflosse adulter Männchen ist teilweise oder völlig rot gefärbt. Die Membranen in der vorderen Rückenflosse sind stark verlängert und die Bauchflossen sind fädig ausgezogenen und reichen bis zum hinteren Ende der Afterflossenbasis.
- Flossenformel: Dorsale XIV-XVI/6-(7), Anale III/6-7, Ventrale I/5.
- Schuppenformel: SL 10-14/5-7

## Lebensraum und Lebensweise
Apistogramma erythrura lebt in kleinen Klarwasserbächen und ufernah in Seen mit klarem Wasser. In den Monaten Juli bis November wurde ein pH-Wert von 5,2 bis 6,4 gemessen, der elektrische Leitwert liegt bei 10 bis 20 µS, die Gesamthärte bei weniger als 1 °dH und die Temperatur lag bei 25,1 bis 31 °C. Die Fische halten sich meist nah der Wasseroberfläche in dichter Vegetation bestehend aus der Azurblauen Wasserhyazinthe (Eichhornia azurea), der Gegabelten Haarnixe (Cabomba furcata), Paspalum repens und Wasserschläuchen (Utricularia) auf. Begleitfische sind der Schwarze Neon (Hyphessobrycon herbertaxelrodi), der Schwarze Phantomsalmler (Hyphessobrycon megalopterus), Hyphessobrycon elachys, Moenkhausia australe, der Dreibinden-Ziersalmler (Nannostomus trifasciatus) und der Einbinden-Ziersalmler (Nannostomus unifasciatus). Etwas tiefer kommt auch der Flaggenbuntbarsch (Mesonauta festivus) vor.
Magenuntersuchungen zeigten, dass Apistogramma erythrura vor allem Wasserflöhe der Unterordnung Anomopoda, außerdem Ruderfußkrebse, Milben, Mückenlarven und andere Insektenlarven frisst. Wie alle Apistogramma-Arten sind die Fische territorial und polygam. Das große Revier eines Männchens umschließt mehrere Reviere von Weibchen, mit denen sich das Männchen fortpflanzt. Apistogramma erythrura laicht bevorzugt auf der Unterseite von Blättern. Bei einer Wassertemperatur von 27 °C schlüpfen die Larven etwa drei Tage nach der Eiablage und schwimmen nach fünf Tagen frei.

## Systematik
Die Art wurde 2008 durch zwei deutsche Ichthyologen wissenschaftlich beschrieben, nachdem sie schon seit 1995 als Apistogramma sp. „Mamoré“ in der Aquaristik bekannt war. Sie ist nah mit dem Dreistreifen-Zwergbuntbarsch (Apistogramma trifasciata) verwandt und kann von dieser Art durch das Fehlen dunkler Markierungen unterhalb des dunklen Flankenstrichs und den etwas höheren Körper unterschieden werden.